# Carol W. Greider
Carolyn Widney »Carol« Greider, ameriška molekularna biologinja, nobelovka, * 15. april 1961, San Diego, Združene države Amerike.
Diplomirala je leta 1983 iz biologije na Univerzi Kalifornije v Santa Barbari, štiri leta kasneje pa pridobila še doktorski naziv na Univerzi Kalifornije v Berkeleyju. Del raziskav je v tem času opravila tudi na Univerzi v Göttingenu. Pod mentorstvom Elizabeth Blackburn je odkrila encim telomerazo in njegovo vlogo pri vzdrževanju dolžine telomer (končnih delov kromosomov), ki igrajo pomembno vlogo v procesu celičnega staranja (Hayflickova meja). Z inhibicijo telomeraze sta kasneje uspeli upočasniti rast tumorjev; ta mehanizem je še danes eden pomembnejših ciljev raziskav raka.
Podoktorski študij je opravila v Laboratoriju Cold Spring Harbor, kjer je tudi poučevala. Od leta 1999 raziskuje in poučuje na Univerzi Johnsa Hopkinsa na Long Islandu (New York).
Za svoje delo na področju telomer je leta 2009 skupaj z mentorico Elizabeth Blackburn in Jackom W. Szostakom prejela Nobelovo nagrado za fiziologijo ali medicino.